# タノト財団
タノト財団（Tanoto Foundation）はインドネシアの実業家スカント・タノト夫妻により設立された非営利財団。主に地域集落の貧困問題に際し、地域自立を目的とした教育や人材開発についての活動を行なっている。財団は特にタノトが事業を行っている国や地域を活動範囲としている。

## 沿革
実業家スカント・タノトは合板事業や、その後インドネシアにおけるパーム油生産など多角化事業の成功を基盤に、夫人ティナ・ビンゲイ・タノトとともに1981年に北スマトラ州ベシタンに幼稚園と小学校を設立した。これがタノト財団としての最初の慈善事業となった。その後は主にスマトラ島など貧しい地方の教育施設やインフラなどの改善に努めた。
タノト財団はその後2001年に、正式に非営利慈善団体として設立された。財団は主に貧困軽減に焦点を置き、インドネシア、シンガポール、中国その他、タノト家が事業活動を行ってきた国々において、教育（Education）・エンパワメント（Empowerment）・生活の質向上（Enhancement）の3つの基本戦略を確立している。インドネシアでは、タノト財団はもっとも多額の奨学金を提供する団体のひとつとして知られている。
財団の理事会メンバーにはスカント・タノトと妻ティナ・ビンゲイ・タノト、その子女アンドレ、イメルダ、ベリンダ、アンダーソンが含まれる。ベイ・スー・キアンが2011年より理事長を勤めている。
2018年には、インドネシアで開催の2018年アジア競技大会の公式スポンサーの一つとなった。